# Formato de potássio
O Formato de potássio ou formiato de potássio, ou ainda metanoato de potássio HCO2K, HCOOK ou CHKO2, é o sal de potássio do ácido fórmico. Este sólido branco é um intermediário no processo de potassa de formiato para a produção de potássio. O formato de potássio também tem sido estudado como um potencial sal de degelo ambientalmente correto para uso em estradas. Pode ser utilizado como conservante.